# Emirowie Kataru

## EmirowieKataru
| # | Imię                        |          | Lata życia           | Lata życia                | Czas rządów          | Czas rządów                | Rodzice                                                     |
| # | Imię                        | Urodzony | Zmarł                | Od                        | Do                   |                            | Rodzice                                                     |
| - | --------------------------- | -------- | -------------------- | ------------------------- | -------------------- | -------------------------- | ----------------------------------------------------------- |
| 1 | Muhammad ibn Sani           |          | 1788 Fuwayrit        | 18 grudnia 1878 Doha      | 1847                 | 18 grudnia 1878            | Thani ibn Muhammad ?                                        |
| 2 | Kasim ibn Muhammad Al Sani  |          | 1825                 | 17 lipca 1913 Lusajl      | 18 grudnia 1878      | 17 lipca 1913              | Muhammad ibn Sani ?                                         |
| 3 | Abd Allah ibn Kasim Al Sani |          | 1880 Doha            | 25 kwietnia 1957          | 17 lipca 1913        | 20 sierpnia 1949 Abdykował | Kasim ibn Muhammad Al Sani ?                                |
| 4 | Ali ibn Abd Allah Al Sani   |          | 5 czerwca 1859 Doha  | 31 sierpnia 1974 Bejrut   | 24 października 1960 | 3 września 1971 Abdykował  | Abd Allah ibn Kasim Al Sani Mariam bint Abdullah Al Attiyah |
| 5 | Ahmad ibn Ali Al Sani       |          | 1922 Doha            | 25 listopada 1977 Londyn  | 24 października 1960 | 22 lutego 1972 Obalony     | Ali ibn Abd Allah Al Sani ?                                 |
| 6 | Chalifa ibn Ahmad Al Sani   |          | 1932 Ar-Rajjan       | 23 października 2016 Doha | 22 lutego 1972       | 27 czerwca 1995 Obalony    | Hamad ibn Abd Al Sani Mariam bint Abdullah Al Attiyah       |
| 7 | Hamad ibn Chalifa Al Sani   |          | 1 stycznia 1952 Doha |                           | 27 czerwca 1995      | 25 czerwca 2013 Abdykował  | Chalifa ibn Ahmad Al Sani Aisha bint Hamad Al Attiyah       |
| 8 | Tamim ibn Hamad Al Sani     |          | 3 czerwca 1980 Doha  |                           | 25 czerwca 2013      |                            | Hamad ibn Chalifa Al Sani Muza bint Nasir al-Misnad         |